# Jovem Naturalista
Jovem Naturalista publicou-se entre fevereiro e julho de 1840, por iniciativa de uma suposta Sociedade Propagadora de Utilidade e Recreio, tendo como diretor João Daniel de Sines ao tempo um liberal convicto partidário de D. João IV. Uma das suas pretensões era lançar uma sociedade promotora de matriz similar à Sociedade de Propaganda e Conhecimentos Úteis e do seu jornal O Panorama. Contudo, e por comparação ao último, os seus conteúdos apresentam-se por uma lado mais técnicos e práticos ainda que no geral seja mais popular. Como meta pretendia criar “uma espécie de enciclopédia do «Portugal pintoresco» organizada por províncias, que seriam apresentadas através de mapas tipográficos, acompanhados de descrições das respetivas características naturais, e desenhos originais «das terras mais notáveis, suas particularidades, usos, trajes, e economias domesticas e rurais”.